# علی لیمونادی

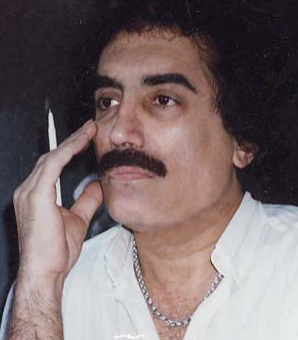
علی لیمونادی

علی لیمونادی کارگردان فیلم، روزنامه‌نگار و بنیان‌گذار تلویزیون ایرانیان در شهر لس‌آنجلس است. وی به‌عنوان فعال‌ترین کارگردان و برنامه‌ساز خارج از کشور شناخته می‌شود.

## زندگی و فعالیت‌ها پیش از ۱۳۵۷
علی لیمونادی در تهران زاده شد. پس از اتمام دبیرستان به آلمان نقل‌مکان کرد و از سال ۱۳۴۱ تا ۱۳۴۷ در رشته‌های کارگردانی فیلم و هنر فیلم‌برداری در دانشگاه هنرهای زیبای برلین به تحصیل پرداخت. فیلم آبونمان یکی از اثرهای او بود که در سال ۱۳۴۶ به نمایش درآمد.

## فعالیت‌ها پس از ۱۳۵۷
در فروردین ۱۳۵۸ به آمریکا رفت و در سال ۱۳۶۰ تلویزیون ایرانیان، نخستین تلویزیون فارسی‌زبان بیرون از ایران، را بنیان نهاد. علی لیمونادی در مصاحبه‌ای گفت که پس از انقلاب فکر می‌کرده حداکثر پس از شش ماه به ایران بازمی‌گردد و اوضاع آرام می‌شود.
علی لیمونادی به‌طور منظم در رسانه‌های آمریکایی فارسی‌زبان مانند صدای آمریکا حضور پیدا می‌کرد.

## فیلم‌ها
- آلمانی (به آلمانی: Der Deutsche)
- آبونمان (به آلمانی: Das Abonnement)

## کتاب
- تلاش صدساله مردم ایران برای دموکراسی (مصاحبه علی لیمونادی با سیاستمدارها).